# きりとりめでる
きりとりめでる（1989年 - ）は、日本の美術評論家。AICA会員。本名、田川莉那。

## 来歴
鹿児島県に⽣まれ。
2012年、鹿児島大学人文学科を卒業した。鹿児島での就職を経て、京都市立芸術大学大学院へ進学した。2016年に京都市立芸術大学⼤学院美術研究科芸術学を修了した。この前後より「きりとりめでる」の筆名を使い始める。
2017年からは美術系同⼈誌『パンのパン』を発⾏する。

## 企画
- 「移転プレ事業 Open Diagram」(元崇仁小学校、2016)
- 「フィットネス. | ftnss.show」(akibatamabi2、2016)
- 「渡邉朋也個展 「信頼と実績」」(artzone、2017)
- 「きりとりめでると未然の墓標（あるいはねこ動画の時代）２０１９−２０２０」(パープルームギャラリー、2019)[7]

## 著書
- 『インスタグラムと現代視覚⽂化論』（共編著）ビー・エヌ・エヌ新社、2018年

## メディア
ポッドキャスト番組「きりとりめでると檜山真有のフレッシュコンテンツ」（2025 - ）キュレーター、檜山真有と配信。